# Конкордатска криза
Конкордатска криза назив је за верско-политичку кризу у Краљевини Југославији, која је избила током 1937. године између Српске православне цркве и југословенске краљевске Владе на челу са Миланом Стојадиновићем. Министар правде Људевит Ауер потписао је Конкордат са Светом столицом у Риму јула 1935. године. Новембра 1936. Намесништво је издало указ којим је овластило коалициону Владу Стојадиновић-Корошец-Спахо да Конкордат упути Народном представништву на ратификацију, чему се Српска православна црква одлучно супротставила.

## Потписивање Конкордата
Први нацрт Конкордата између Свете столице и Краљевине СХС начињен је 1922. године, а преговори су настављени 1933. године. Кнез Павле Карађорђевић и загребачки надбискуп Антон Бауер водили су разговор о мерама за сређивање односа између Римокатоличке цркве и југословенске државе. Бауер је тражио да се службено распусте све масонске ложе у земљи и закључи Конкордат са Светом столицом. Римокатоличка црква није била задовољна својом образовно-васпитном улогом у друштву. Кнез Павле је обећао да ће Римокатоличкој цркви у већој мери изаћи у сусрет. Због међународног положаја Римокатоличке цркве и страха од угрожавања суверенитета државе, југословенске власти су годинама одуговлачиле потписивање Конкордата. Влада Милана Стојадиновића је показала вољу да посао доврши, а кнез Павле је подржавао Стојадиновића по томе питању. Први потези Стојадиновићеве Владе ишли су у том правцу. Стојадиновић је рачунао да ће се преко Конкордата приближити Ватикану и Италији, као и да ће побољшати односе са римокатоличким верницима у Хрватској и тиме ослабити утицај Хрватске сељачке странке.
По Стојадиновићевом налогу, министар правде Људевит Ауер, Хрват и римокатолик из Сиска, пре поласка за Рим посетио је патријарха Варнаву Росића. Текст Конкордата био је достављен српском патријарху, али СПЦ није консултована о овом питању. Конкордат су коначно потписали кардинал Еуђенио Пачели (потоњи папа Пије XII и министар правде Краљевине Југославије Људевит Ауер у Риму 25. јула 1935. године. Уговором је Римокатоличка црква у Југославији добила знатна права на пољу образовања, социјалних и хуманитарних делатности. О потписивању Конкордата, Стојадиновићева Влада и Ватикан издали су одвојена саопштења. У саопштењу Стојадиновићеве Владе изнето је да ће се Конкордатом спровести „Уставом код нас усвојена равноправност католицизма са осталим признатим конфесијама.“ Посебно је наведено да се Света столица обавезала да ће поштовати југословенске државне интересе приликом попуњавања црквених положаја, нарочито оних најважнијих. Ватиканско саопштење садржало је више детаља. Ни југословенска, ни ватиканска страна није текст Конкордата ставила на увид јавности, због жеље да се без много прашине протури давање примата Римокатоличкој над Православном црквом у Југославији. Потписивање Конкордата прошло је готово без реакције у југословенској јавности. Ипак, његова ратификација у Народној скупштини одлагана је пуне две године, јер је Стојадиновић желео да претходно постигне споразум са Српском православном црквом. У међувремену, копија Конкордата из фиоке патријарха Варнаве доспела је у јавност, и то вероватно под утицајем некога из опозиције.

## Распламсавање кризе
Конкордат, који је чекао на ратификацију у парламенту, лежао је у Стојадиновићевој фиоци петнаест месеци. Пошто је, почетком новембра 1936, Намесништво издало указ којим је овластило председника Владе да конкордат упути Народној скупштини, реаговао је Свети архијерејски сабор СПЦ. Стојадиновић је очекивао ратификацију у Народној скупштини без већих проблема, али се изненада нашао у процепу између Ватикана и СПЦ, коју је подржавала српска опозиција у покушају да сруши Стојадиновићеву Владу. Почетком децембра Свети архијерејски сабор упутио је Намесништву и Влади меморандум са поруком да Српска православна црква не може на такву одлуку да пристане. Већ од марта 1937. године борба око Конкордата распламсавала се у Народном представништву, неколико месеци пре него што је његова ратификација стављена на дневни ред. Од пролећа 1937. православно свештенство и српска опозиција, ослањајући се на наступе опозиционих посланика у Народној скупштини, развили су кампању против Владе. У јавности се створио утисак да се српско православље налази у великој опасности. Патријарх Варнава тврдио је да се „конкордатом угрожавају начела државног суверенитета, јер се изнад државне воље ставља воља Римске курије, која је Конкордатом могла читав низ правних питања у држави решавати прописима канонског права Римокатоличке цркве”.
Са свих страна, из свих парохија Српске православне цркве, у првој половини 1937. године стизали су телеграми подршке патријарху Варнави. Резолуција Епархије горњокарловачке добро показује какве су аргументе користили противници Конкордата:
СПЦ је тврдила да ће држава Југославија постати „подређен орган Римске цркве”, „језуитско-фашистичка колонија”, уз помоћ „банкарско-клерикалног” режима М. Стојадиновића. Страхови и гласине су ишли дотле, да се у писму православне црквене општине у Карловцу председнику Владе Стојадиновићу од 12. фебруара 1937. године тврди да би прихватањем Конкордата многи православни Срби били „изложени прогонима”:
Председник Владе Милан Стојадиновић покушавао је да парира кампањи која се захуктавала. Пред Светим архијерејским синодом, у згради Патријаршије у Београду, изнео је све разлоге којима су његови претходници били руковођени по питању Конкордата. Наводећи да је Конкордат дело краља Александра, и да Намесништво жели његову ратификацију, он је напомињао да је и Никола Пашић својевремено закључио Конкордат како би придобио Ватикан за идеју о уједињењу Јужних Словена. Гледајући како се око Српске православне цркве окупљају сви противници режима, Стојадиновић је питање Конкордата схватио као питање свог угледа као шефа владе. Игром случаја, како се конкордатска криза распламсавала, стање здравља патријарха Варнаве се нагло погоршавало, па је недуго потом пребачен у болницу.

## „Крвава литија”
За 19. јул 1937. године, када је била заказана седница Народне скупштине о Конкордату, била је заказана и молитвена литија за оздрављење оболелог патријарха. Полиција је, међутим, забранила скуп. Литија је требало да крене од Саборне цркве у Београду до храма Светог Саве. Главни организатор литије био је владика охридски и жички Николај Велимировић. Замишљена „као велика црквено-народна манифестација у борби против Конкордата”, литија је кренула у Кнез Михаилову улицу. У Кнез Михаловој дошло је до сукоба грађана и полиције, будући да је жандармерија имала наређење да спречи демонстранте да прођу поред Народне скупштине. Интервенција жандарма била је брутална, због чега је овај догађај у историографији остао упамћен под називом „Крвава литија”, мада су повреде учесника литије биле унеколико преувеличаване. Народне демонстрације одвијају се и широм Србије, у Црној Гори, Босни и Крајини.
За то време, политичка борба око Конкордата се наставила. Кнезу Павлу је упућен меморандум Светог архијерејског синода у коме се тражило „да одмах Краљевска влада др Милана Стојадиновића поднесе оставку и да се Конкордат скине са дневног реда”. Стојадиновић није хтео да одустане од ратификације Конкордата. Притисци на посланике да не гласају за Конкордат вршени су са разних страна — и од Цркве, и до опозиције.

## Ратификација у Народној скупштини и смрт патријарха
Увече, 23. јулa 1937. године, Конкордат је у Народној скупштини изгласан са 166 гласова „за”, уз 129 „против”. Требало је да буде изгласан још и у Сенату, у којем је Влада лошије стајала. Али, још исто вече, Стојадиновић је пред посланицима Југословенске радикалне заједнице објавио да ће се неко време сачекати са изношењем Конкордата пред Сенат. При крају дана, у коме је у доњем дому југословенског парламента изгласан Конкордат, умро је патријарх српски Варнава. Унутар Цркве и у јавности одмах су букнуле гласине (до данас непотврђене) да је патријарх отрован по налогу Владе. Свим члановима Владе, осим министру војном генералу Марића, Црква је забранила да присуствују сахрани. Иначе, патријарх је сахрањен тек 3. августа 1937. године.

## Реакција СПЦ
У међувремену, одржава се ванредно заседање Светог архијерејског сабора, на којој је донета одлука о затварању свих православних храмова у земљи и саопштено да се Српска православна црква у Краљевини Југославији налази „у стању прогонства”. Била је то најнижа тачка у односима између Цркве и државе у периоду међуратне Југославије — конкордатска криза довела је до прекида свих контаката између Српске православне цркве и Краљевине Југославије.
Владика Николај Велимировић је свим посланицима православне вероисповести непосредно пре гласања упутио писмо којим прети применом црквено-канонским мера према онима који буду гласали за Конкордат: „Ја ћу бити несрећан ако будем принуђен да ове мере применим на Вас и на дом Ваш. А ја их морам применити у потпуности.”
После гласања у Сенату 1. августa 1937. године, Свети архијерејски синод једногласно је донео одлуку о екскомуникацији свих посланика и министара православне вере који су гласали за Конкордат. Тиме су они изопштени из Цркве. Председник Владе Милан Стојадиновић одмах је затражио да се екскомуникација укине.

## Одустајање од Конкордата и епилог кризе
На спољнополитичком плану, Стојадиновић је конкордатом хтео да потврди своје пријатељске везе са Мусолинијевом Италијом. Али и сама италијанска влада, бринући се да конкордатска криза не доведе до Стојадиновићевог пада, почела се хладити према Конкордату. Тек након писмених гаранција Владе да Конкордат неће бити озакоњен, да ће Српска православна црква убудуће бити консултована и да ће све жртве конкордатске кризе бити аболирани, СПЦ је попустила и поништила екскомуникацију. Пошто су обе стране у спору попустиле, на изборном Сабору фебруара 1938. године, за новог патријарха изабран је митрополит црногорски Гаврило Дожић, што је и потврђено указом Намесништва. Његовом избору обрадовао се и сам Милан Стојадиновић, будући да је Дожић био његов пријатељ још од 1920-их година, док је као радикалски посланик ишао по Црној Гори.

## Савремена тумачења
Британски историчар Ноел Малколм коментарише ову кризу на следећи начин: Највећа деструктивна снага у југословенској политици тих година био је српски национализам: Срби су, уз подршку православне цркве, жестоким демонстрацијама успели да спрече склапање „конкордата“ између Југославије и Ватикана 1937. године.